# Kwon Young-hyun
Đây là một tên người Triều Tiên, họ là Kwon.
Kwon Young-Hyun (tiếng Hàn: 권용현; sinh ngày 23 tháng 10 năm 1991) là một cầu thủ bóng đá Hàn Quốc thi đấu ở vị trí tiền vệ thi đấu cho Gyeongnam FC.

## Sự nghiệp
Anh được lựa chọn bởi Suwon FC ở K League Draft 2013.